# Алиша Бо
Алиша Илхан Бо (енгл. Alisha Boe; Осло, 6. март 1997), професионално позната као Алиша Бо, норвешко-америчка је глумица позната по улози Џесике Дејвис у серији Тринаест разлога.

## Биографија
Бо је рођена у Ослу у Норвешкој, од оца Сомалца и мајке Норвежанке (из Трондхајма). Она и њена мајка су се преселиле у Лос Анђелес када је Алиша имала седам година, јер се њена мајка удала за Американца. Бо је похађала две средње школе: средњу школу Џорџ Елери Хејл и Ајви академију. Завршила је средњу школу на Хејлу. Касније је похађала и средњу школу Ел Камино, где је била део драмске секције. Након тога је напустила средњу школу како би наставила своју глумачку каријеру и постала прва сомалијска глумица која има водећу улогу у америчком филму још од Заре Абдулмахид.

## Каријера
Бо је дебитовала на филму 2008 године, када је имала улогу младе Лисе Свон у хорор филму Забава. Годину дана касније, појавила се у филму Он ми је на памети као Лаци, а у хорор филму из 2012. Паранормална активност 4 као Тара. У 2014. години гостовала је у две серије, као Трејси Макој у серији Модерна породица и као Брин Хендри у две епизоде серије Extant.

## Филмографија

### Филм
| Година | Назив                  | Улога           | Белешке     |
| ------ | ---------------------- | --------------- | ----------- |
| 2008   | Amusement              | Young Lisa Swan |             |
| 2009   | He's On My Mind        | Laci            |             |
| 2009   | Plastic Makes Perfect! | Brooke          | Кратак филм |
| 2012   | Paranormal Activity 4  | Tara            |             |
| 2017   | 68 Kill                | Violet          |             |
| 2017   | Gates of Darkness      | Alexa O'Connor  |             |
| 2019   | Poms                   |                 |             |
| 2022   | Do Revenge             | Do Revenge      | Тара        |

### Телевизија
| Година     | Назив             | Улога           | Белешке                           |
| ---------- | ----------------- | --------------- | --------------------------------- |
| 2013       | Trophy Wife       | Chelsea Trassen | Епизода: "Pilot"                  |
| 2014       | Modern Family     | Tracy McCoy     | Епизода: "And One to Grow On"     |
| 2014       | Extant            | Brynn Hendy     | 2 епизоде                         |
| 2014–2015  | Days of Our Lives | Daphne          | 15 епизода                        |
| 2015–2016  | Ray Donovan       | Janet           | 4 епизоде                         |
| 2015       | NCIS              | Farrah Meyers   | Епизода: "Viral"                  |
| 2015       | Casual            | Becca           | 6 епизода                         |
| 2015–2016  | CSI: Cyber        | Grace Clarke    | 3 епизоде                         |
| 2016       | Teen Wolf         | Gwen            | 3 епизоде                         |
| 2017–данас | 13 Reasons Why    | Jessica Davis   | Главна улога                      |
| 2018       | Robot Chicken     | Raina (voice)   | Епизода: "No Wait, He Has a Cane" |

### Музички видео
| Година | Назив         | Улога   | Уметник         |
| ------ | ------------- | ------- | --------------- |
| 2018   | Lost in Japan | Девојка | Шон Мендез, Зед |